# Ravensara macrophylla
Ravensara macrophylla är en lagerväxtart som beskrevs av André Joseph Guillaume Henri Kostermans. Ravensara macrophylla ingår i släktet Ravensara och familjen lagerväxter. Inga underarter finns listade i Catalogue of Life.